# Karel Mejta (1951)
Karel Mejta (* 2. července 1951, Třeboň) je bývalý reprezentant Československa ve veslování.
Je dvojnásobným medailistou z Mistrovství světa ve veslování, na MS 1977 v Amsterdamu vybojoval bronz, na MS 1978 na novozélandském jezeřě Karapiro dokonce stříbro. V obou případech byl členem dvojky s kormidelníkem.
Účastnil se LOH 1976 v Montréalu a LOH 1980 v Moskvě, vždy jako člen posádky osmy. V Montréalu dojela česká osma šestá, v Moskvě čtvrtá.